# Fischbach (Saar)
Der Fischbach ist ein etwa 17,2 km langer, nördlicher und orographisch rechter Nebenfluss der Saar im saarländischen Landkreis Neunkirchen und Regionalverband Saarbrücken und in der saarländischen Landeshauptstadt Saarbrücken.

## Geographie

### Verlauf
Der Fischbach entspringt im Landkreis Neunkirchen im Saarkohlenwald, den er hauptsächlich entwässert. Seine Quelle liegt am Südrand des Kernorts der Gemeinde Merchweiler direkt westlich der das Fließgewässer größtenteils begleitenden Fischbachtalbahn. Der Bach fließt als Hauptgewässer im Fischbachtal in überwiegend südsüdwestlicher Richtung. Zunächst verläuft er etwa entlang dem Ostrand des Hauptortes der Gemeinde Quierschied, wo Kohl- und Lasbach einmünden, und nach Zufluss des Hölzerbachs durch den Ortsteil Fischbach, wo ihm der Dahlbach zufließt. Hiernach wird der Fischbach erst vom Netzbach und etwas später vom Steinbach gespeist. Ab dem bebauten Gebiet von Rußhütte, einem Distrikt der Stadt Saarbrücken, fließt der Bach südwärts, bis er schließlich, nach Verlassen der Fischbachtalbahn, am Bürgerpark Saarbrücken wenige Meter westlich der Westspange in die Saar mündet.

An seiner Quelle in Merchweiler und vor seiner Mündung in Saarbrücken ist der Fischbach verrohrt.

Der Fischbach von der Quelle bis zur Mündung
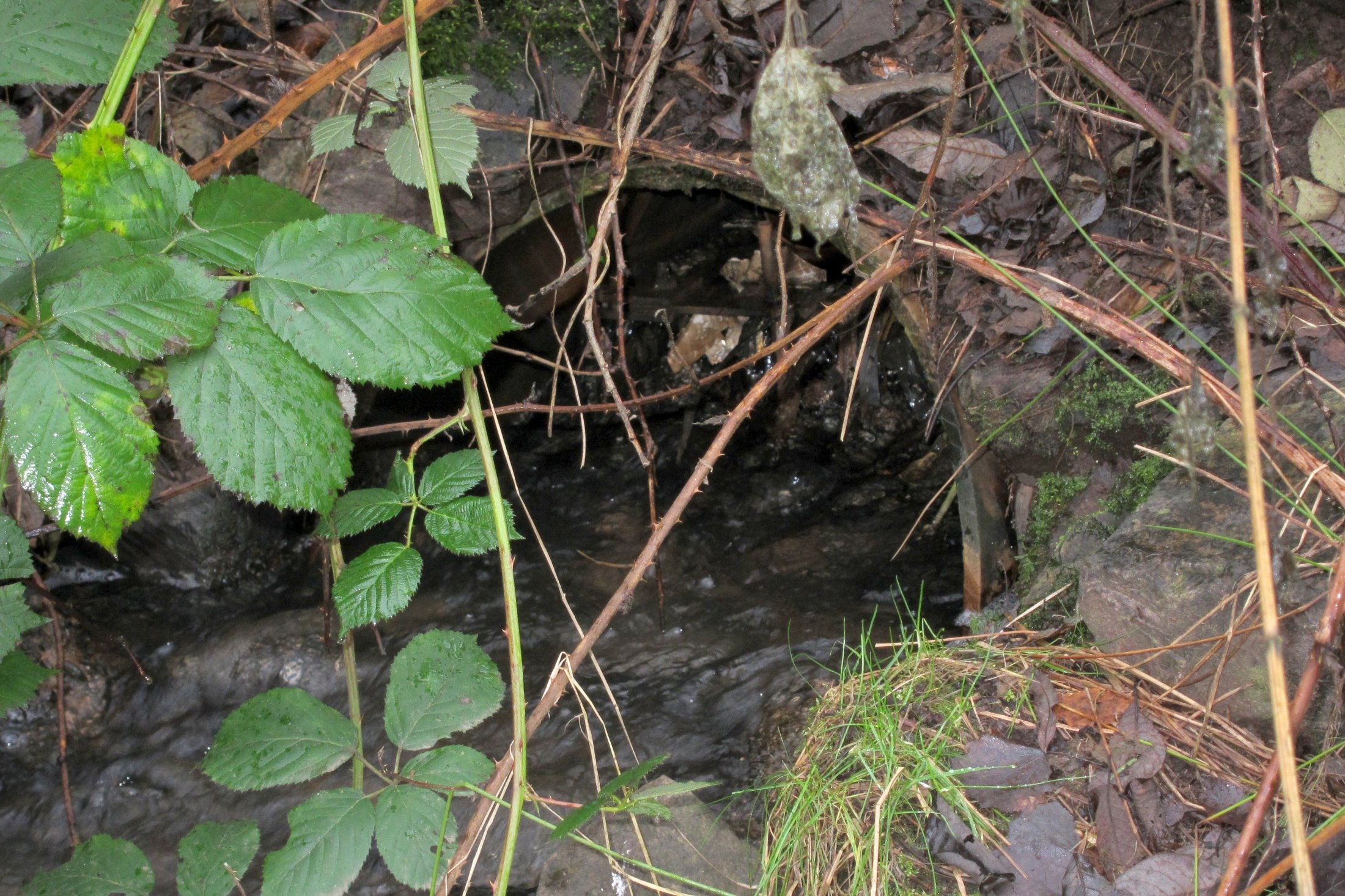
Fischbach am Ursprung in Merchweiler
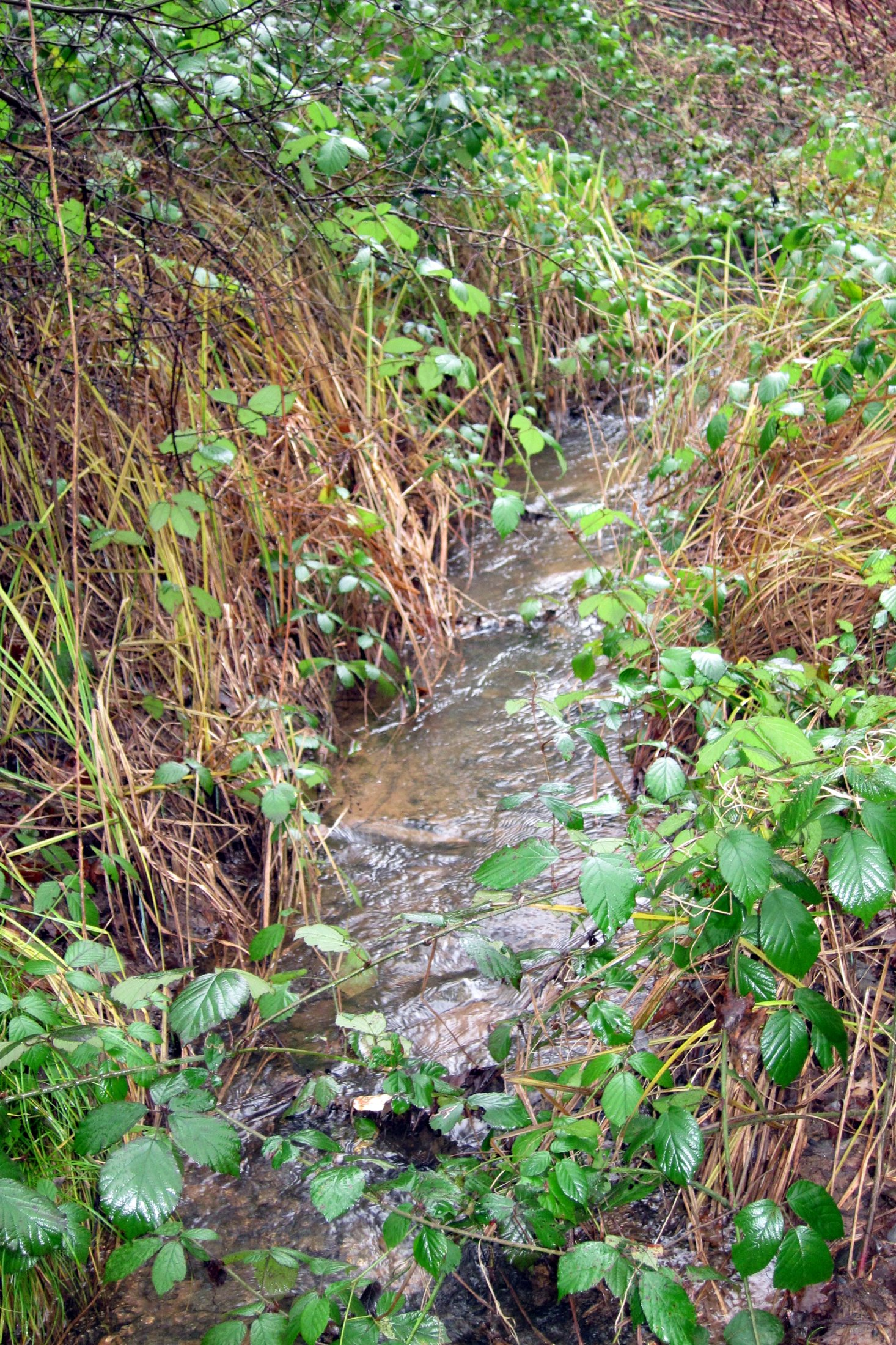
Fischbach in Merchweiler
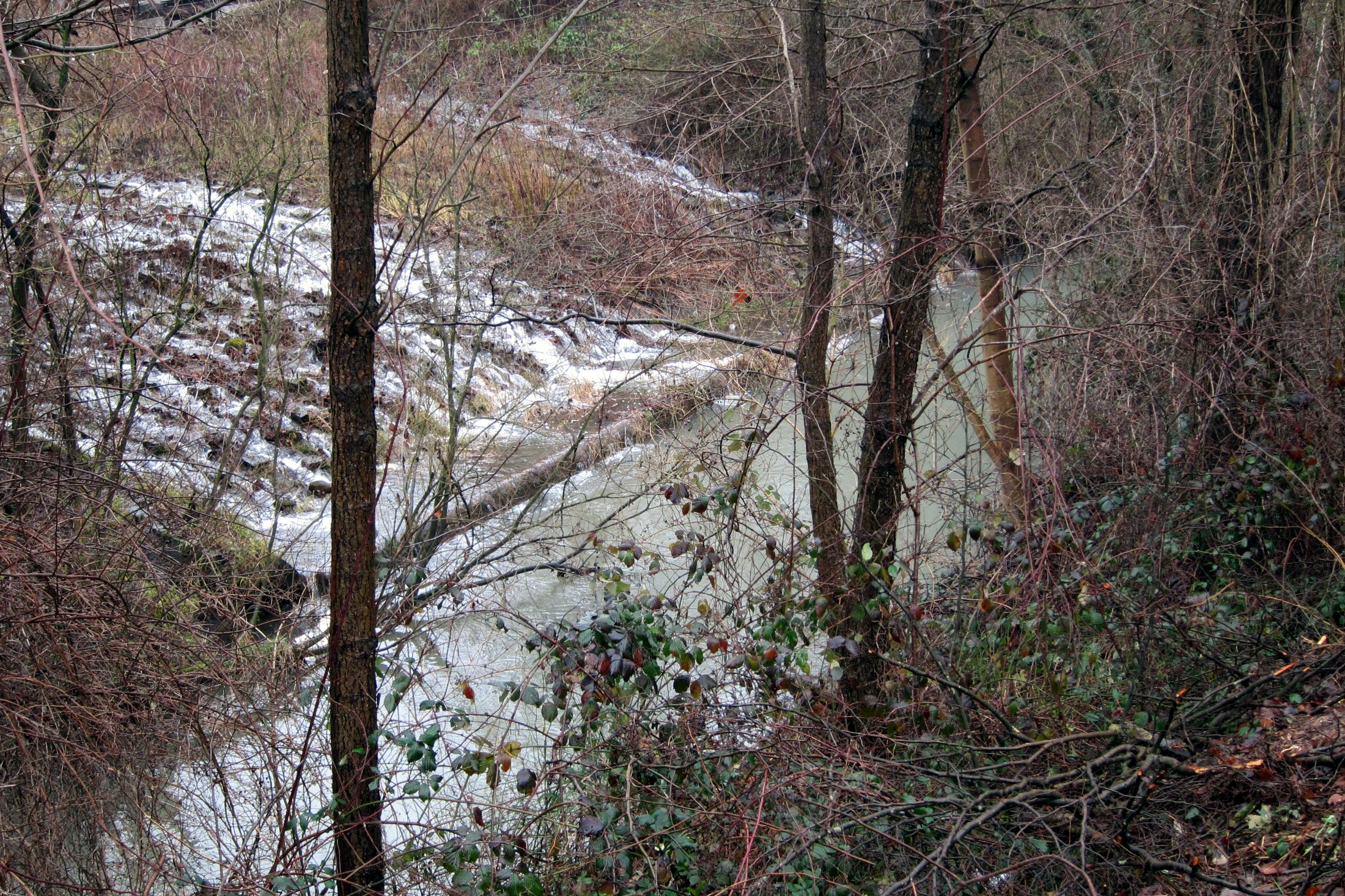
Zufluss des Netzbachs in den Fischbach
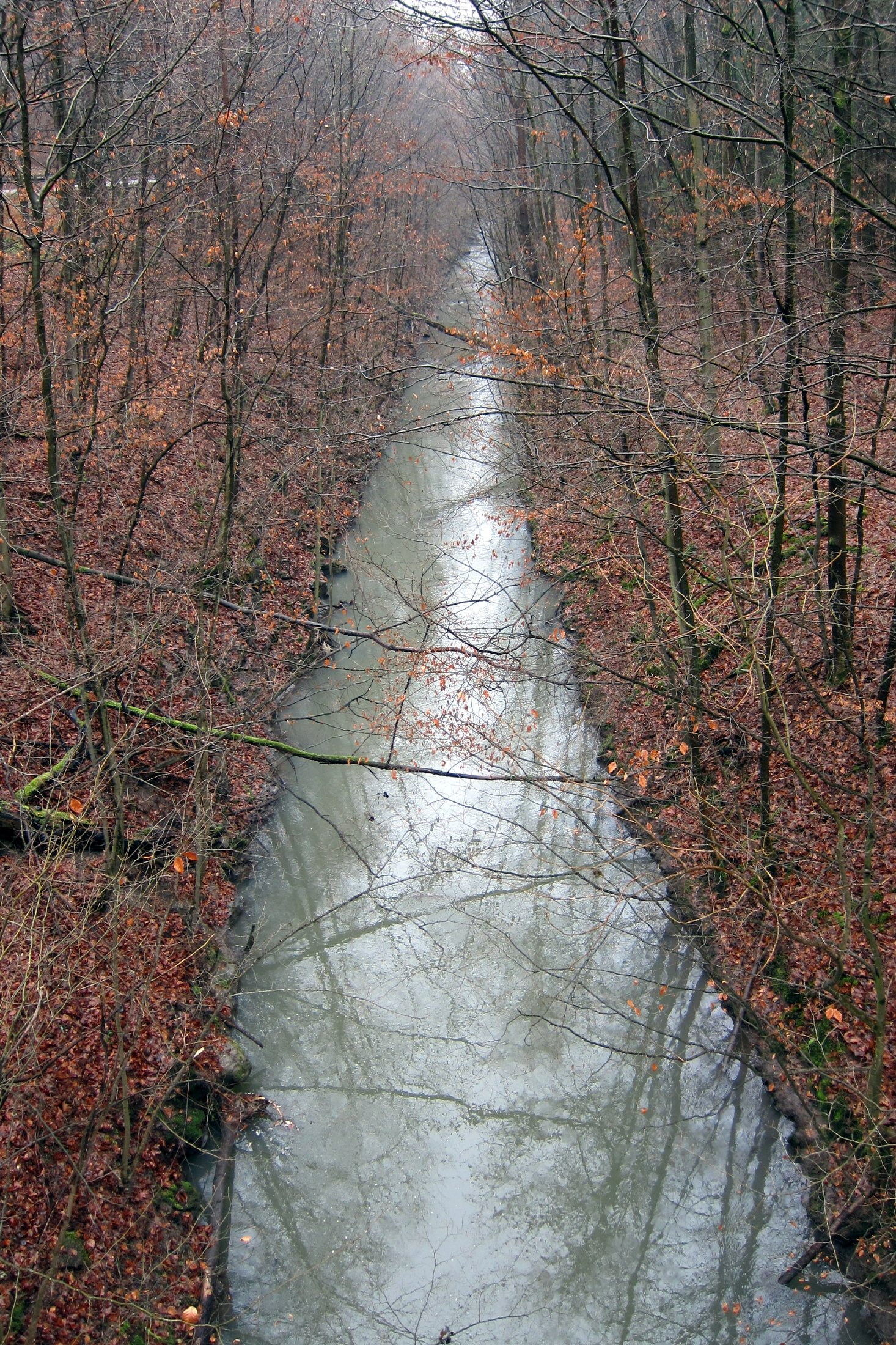
Fischbach in der Nähe des ehemaligen Fischbachbads
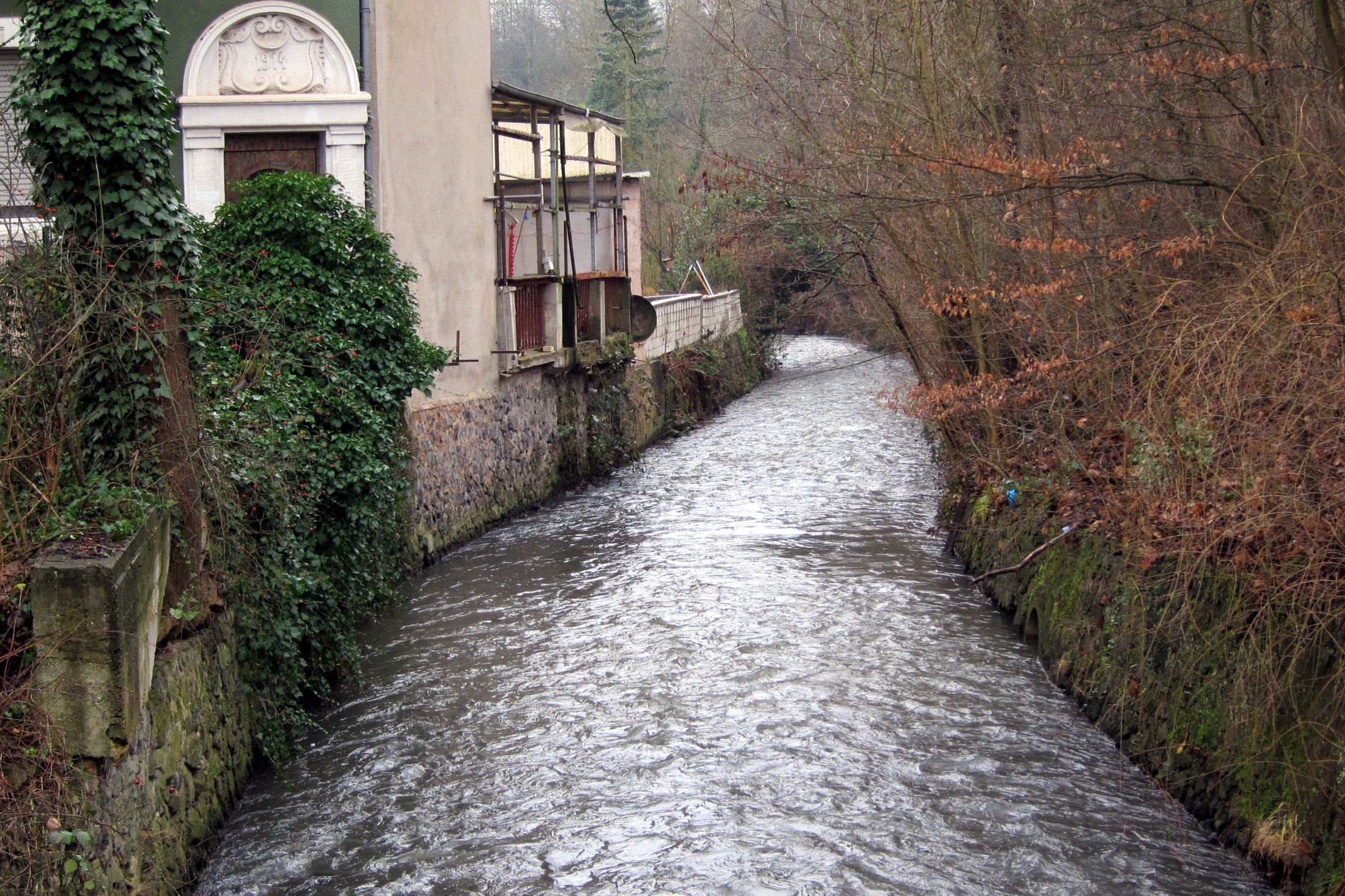
Fischbach in Saarbrücken-Rußhütte
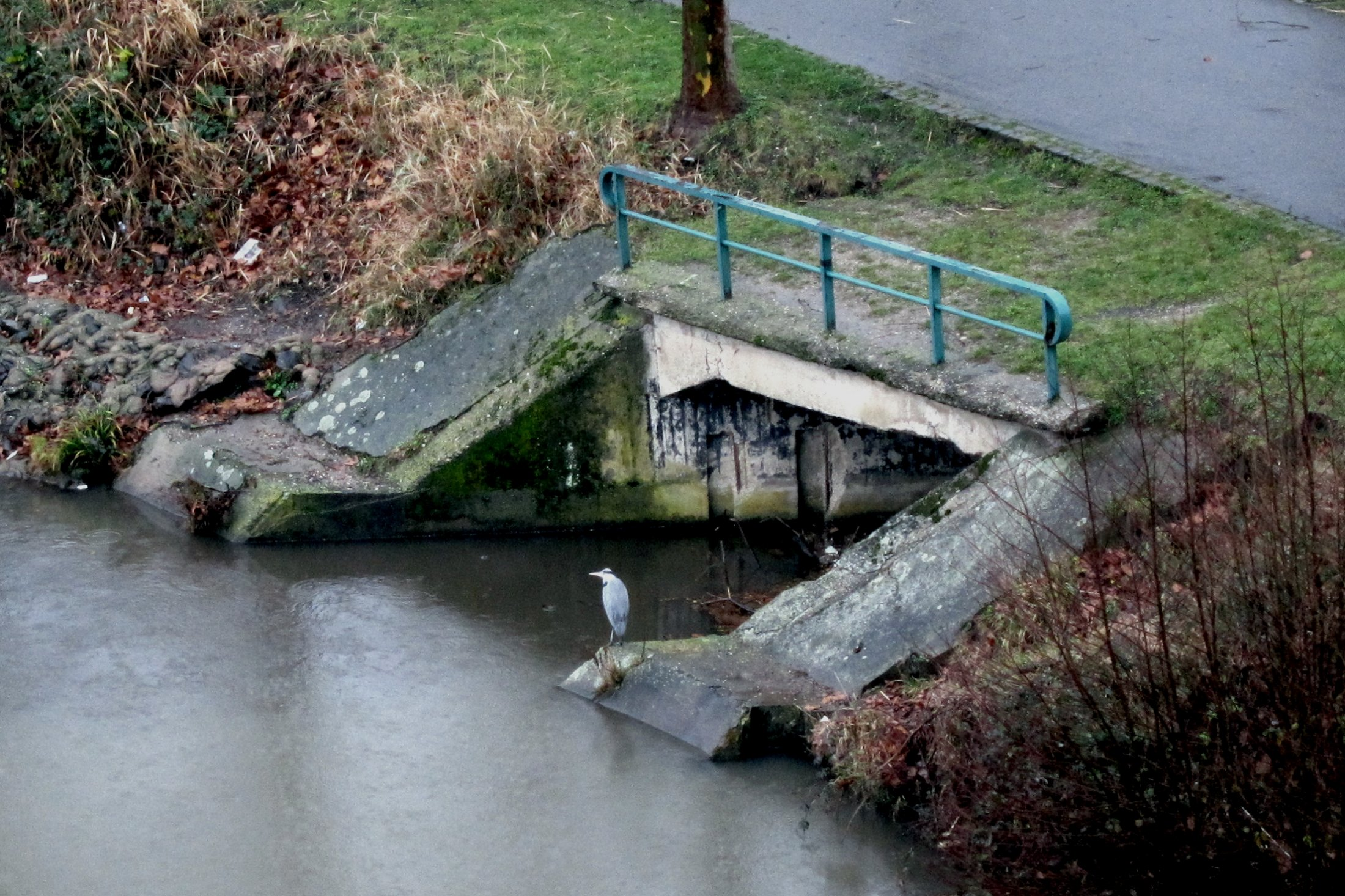
Mündung des Fischbachs in die Saar in Saarbrücken

### Verlauf des Fischbachs an der Mündung im Wandel der Geschichte
In den 1860er Jahren wurde im Bereich der Mündung des Fischbachs aus einem Saarbogen der Saarkohlenhafen angelegt und die Saar begradigt. Ab dieser Zeit floss der Fischbach nicht direkt in die Saar, sondern in das Hafenbecken. Als in den 1960er Jahren der Saarkohlenhafen aufgegeben und das Hafenbecken verfüllt wurde, musste der Lauf des Fischbachs um ca. 250 m verlängert werden, um ihn wieder in die Saar abzuleiten.

Die Mündung des Fischbachs im Wandel der Zeit
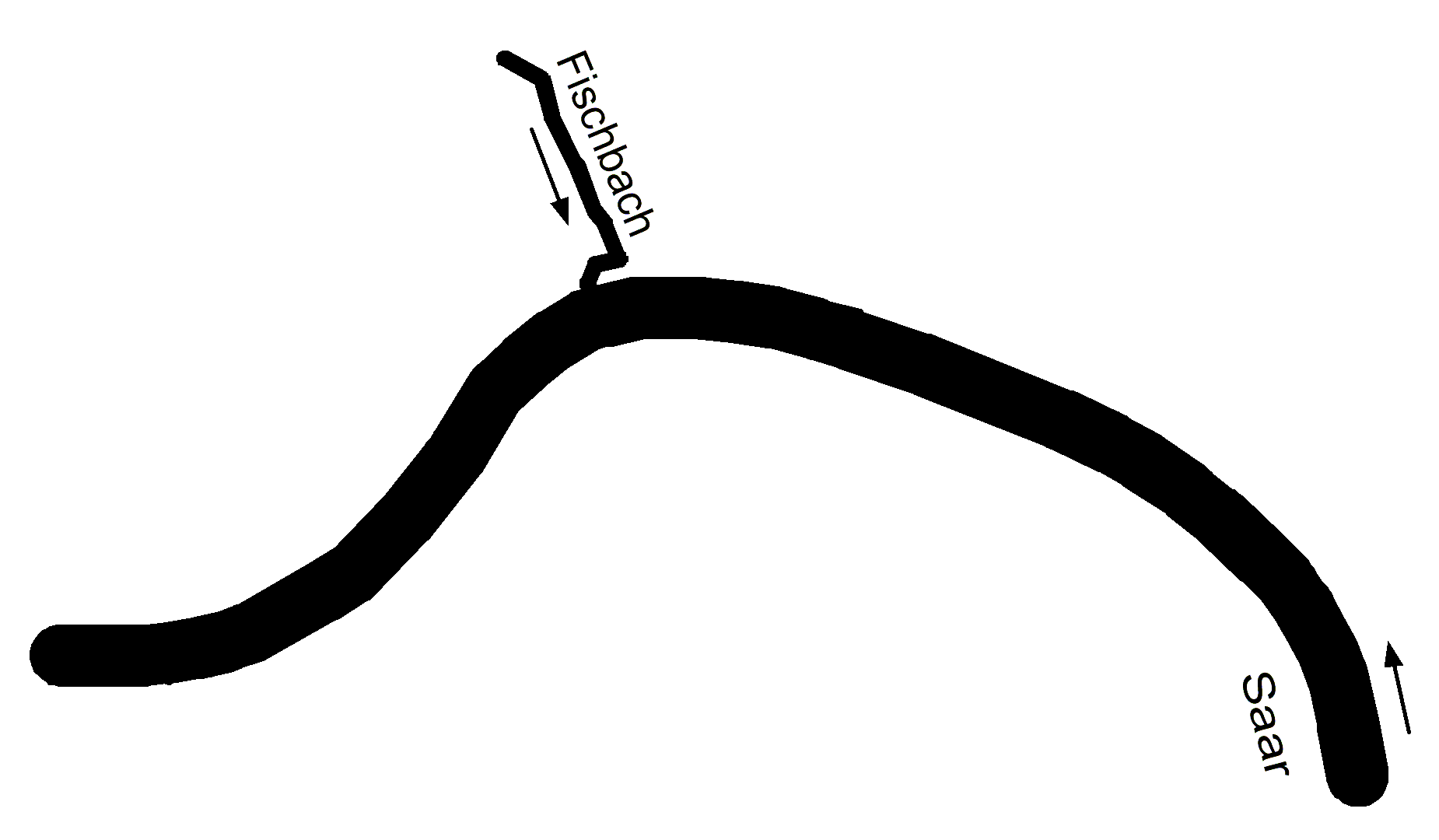
Mündung des Fischbachs vor der Anlage des Saarkohlenhafens und der Begradigung der Saar
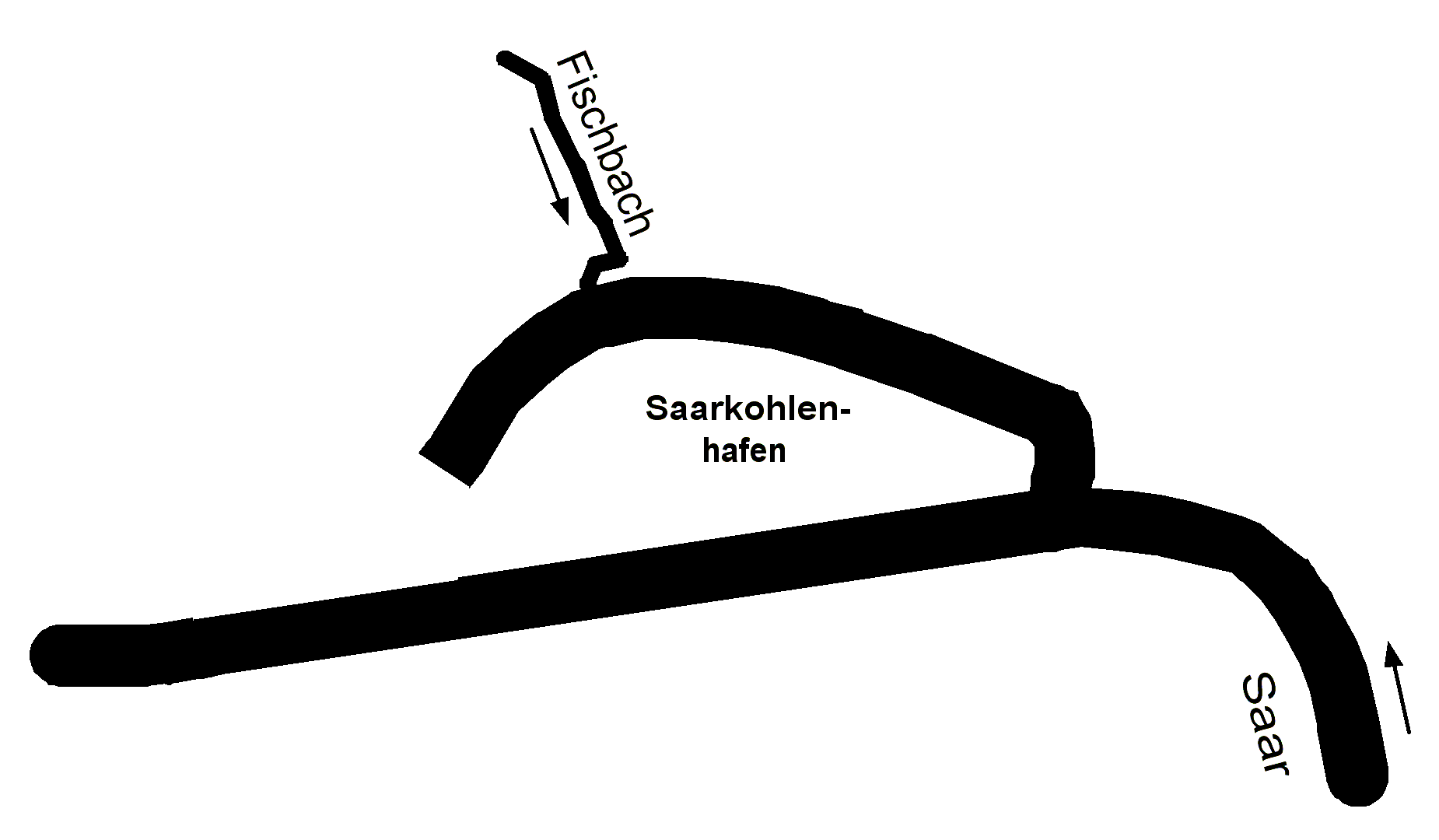
Mündung des Fischbachs in das Hafenbecken des Saarkohlenhafens
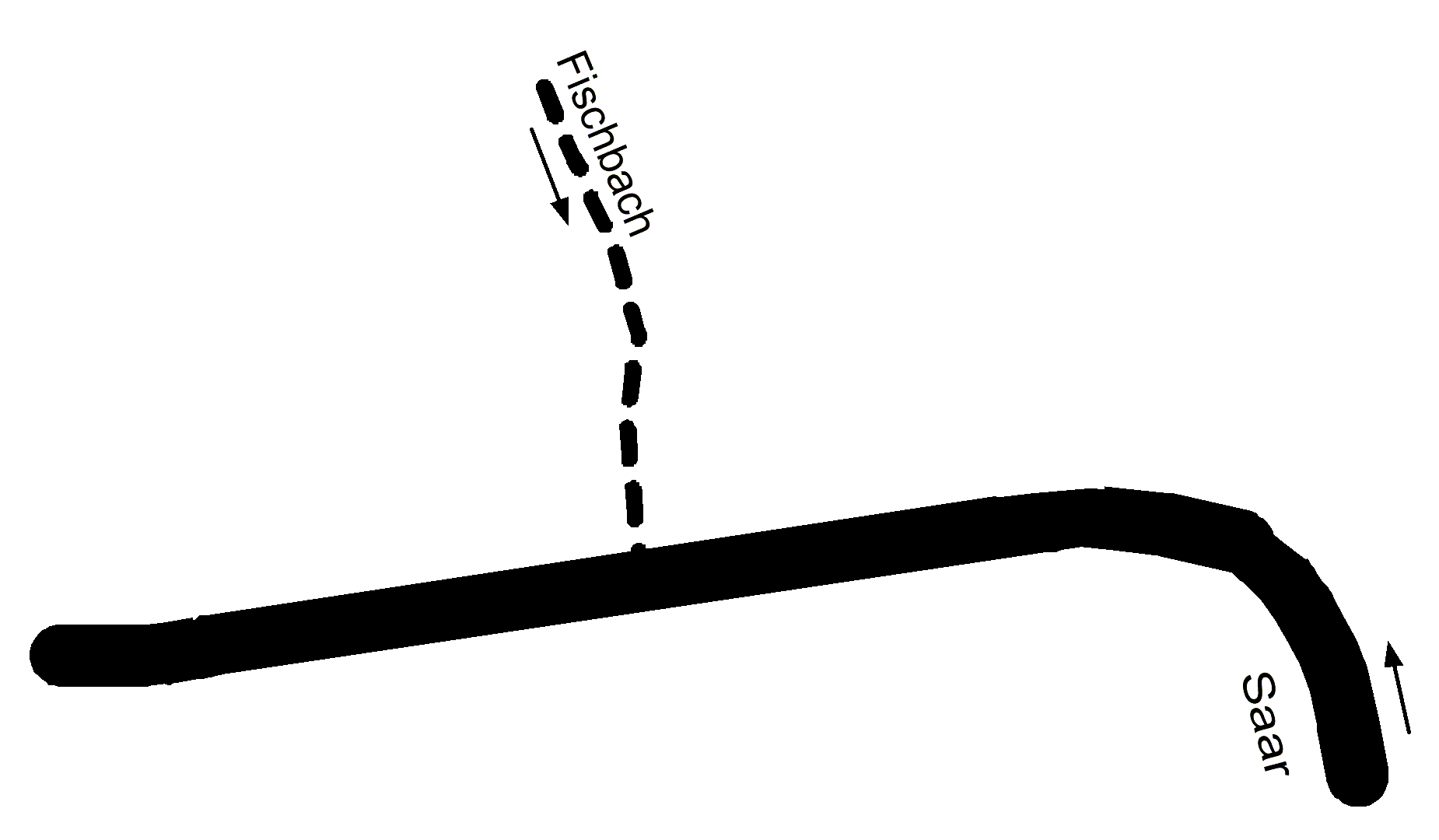
Mündung des Fischbachs heute

### Ortschaften
- Merchweiler
- Quierschied
- Fischbach (Ortsteil von Quierschied)
- Saarbrücken

## Gewässergüte
Der Oberlauf des Fischbaches bis etwa zum Ortseingang von Fischbach wird der Güteklasse II-III (kritisch belastet) zugeordnet. Im Mittel- und Unterlauf gilt der Fischbach als stark verschmutzt (Güteklasse III-IV).

## Trivia
In den 1920er und 1930er Jahren floss der Bach durch das Fischbachbad.